# Conservação da natureza

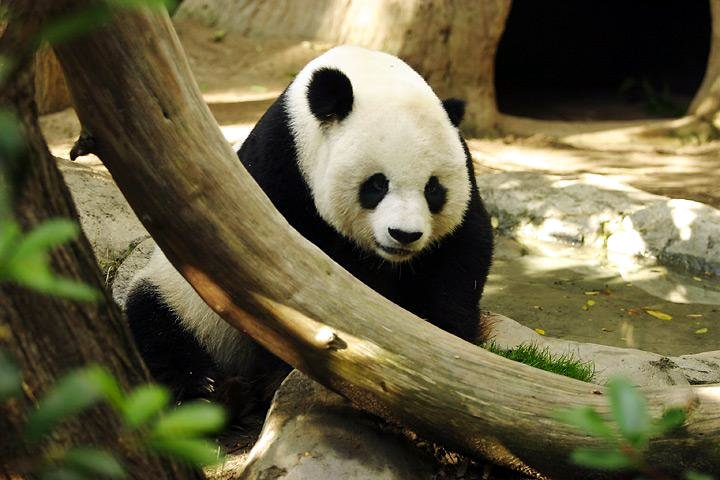
Mascote do WWF (World Wide Fund for Nature), o panda gigante transformou-se num dos símbolos mundiais da proteção e da conservação da natureza

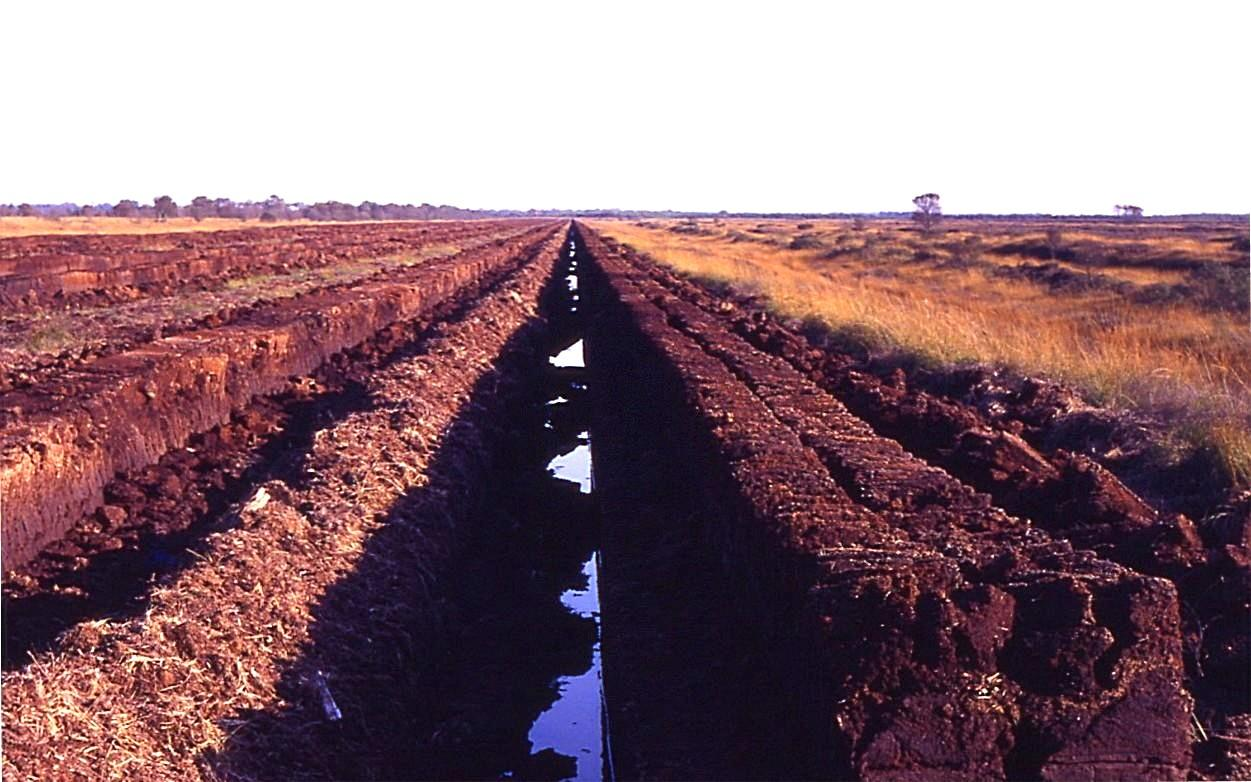
A exploração dos recursos naturais pode ou não conflituar com projetos de conservação da natureza. Na imagem, turfeiras exploradas em 1987 nas margens do "Ewiges Meer" (o Lago Eterno), Frísia, noroeste da Alemanha) em zona de conservação

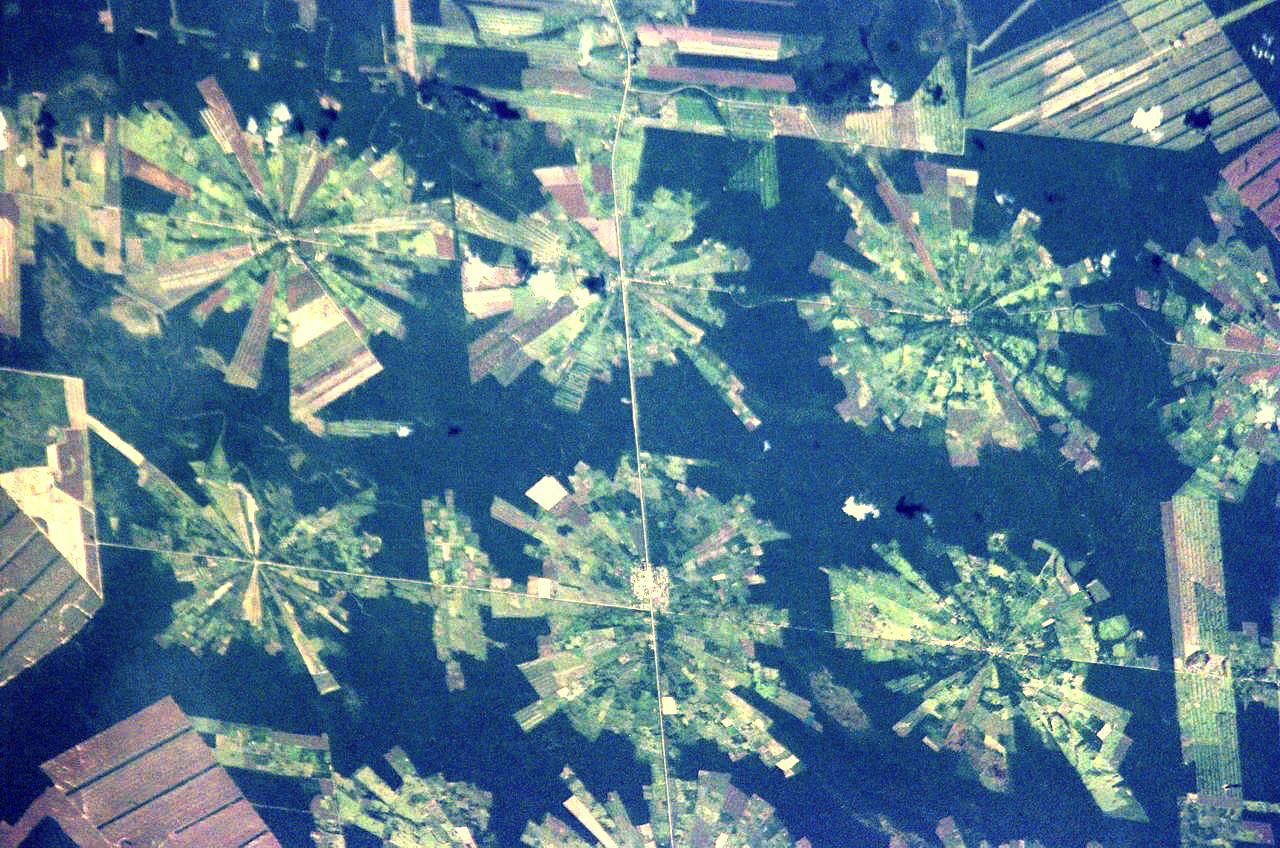
Imagem de satélite da deflorestação no leste da Bolívia, usando a técnica de transporte skyline logging, e substituição de florestas por agricultura. A conciliação de usos agrários com a floresta, travando a deflorestação, frequentemente ilegal, é um desafio a que o projeto Tierras Bajas (na imagem obtida em 2001) procura responder conservando em torno das culturas, maioritariamente de soja, uma malha de corredores biológicos florestados(Imagem com maior resolução)

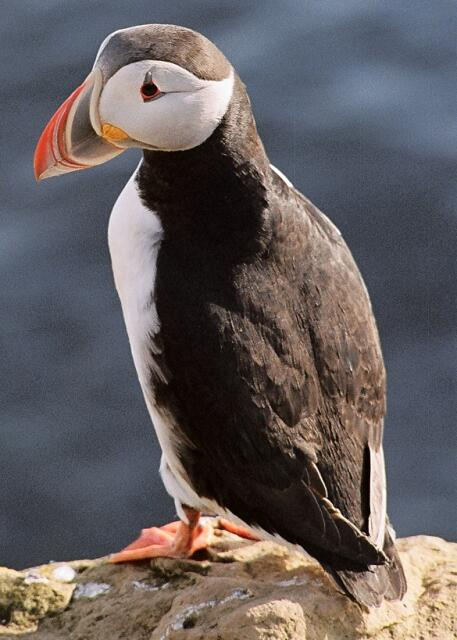
A espécie Fratercula arctica, uma ave marinha muito sensível às marés negras e à poluição luminosa, apenas sobrevive em alguns ilhéus isolados

Por vezes os aspectos culturais ligados aos cemitérios, templos, lugares de culto ou lugares tabu permitem a conservação de ilhotas de natureza ou de algumas espécies vegetais em áreas densamente povoadas (como o baobá sagrado em África ou as essências locais no Japão, como demonstrado por Akira Miyawaki)

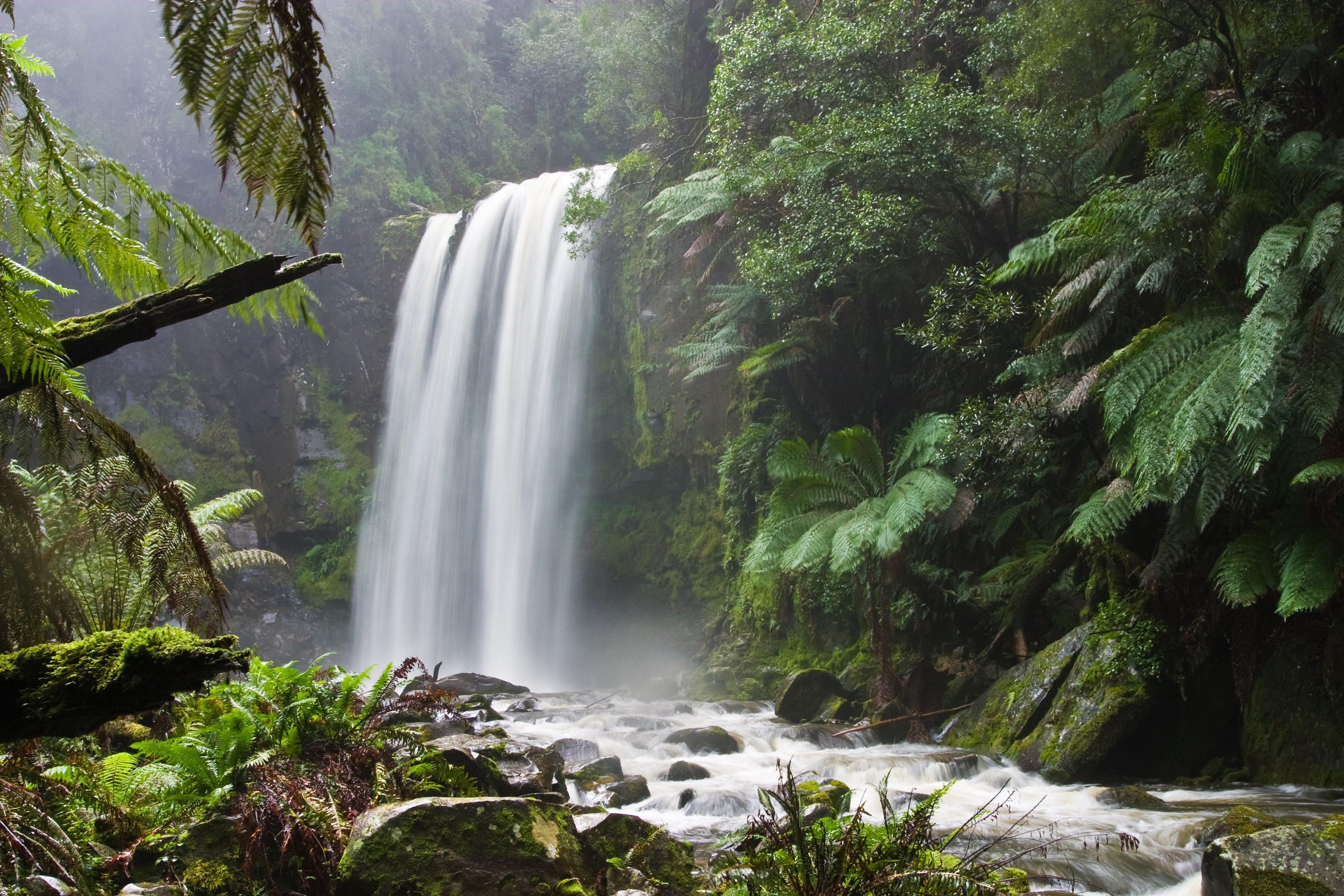
Tem sido dada atenção à preservação das características naturais das cataratas de Hopetoun, na Austrália, ao mesmo tempo que se permite o acesso a visitantes

A conservação da natureza, também chamada ciência da conservação da natureza ou simplesmente conservação, é a designação dada aos princípios e técnicas que buscam a utilização racional dos recursos naturais, ou seja, a proteção desses recursos em uma perspectiva de sustentabilidade, que permite seu uso mas garante sua renovação. A conservação da natureza centra-se na manutenção do bom estado do ambiente natural, incluindo a fauna, a flora, os recursos minerais, a paisagem, os habitats e a biodiversidade, sem contudo excluir o uso humano de todos os ecossistemas.
Distingue-se do conservacionismo, que é o movimento político, social e científico formado pelos indivíduos e entidades que buscam educar, sensibilizar, estabelecer, promover e implementar os princípios e políticas da conservação da natureza. Esses, são chamados conservacionistas.

## Conservação e preservação
O preservacionismo e o conservacionismo são duas abordagens da questão ambiental surgidas no fim do século XIX, nos Estados Unidos. Ambas se contrapõem ao crescimento econômico a qualquer custo e a exploração predatória da natureza, desconsiderando os impactos dessa exploração sobre o ambiente natural, inclusive a possibilidade de esgotamento dos chamados recursos naturais.  Embora partam de uma posição comum, essas duas abordagens se diferenciam significativamente.
O preservacionismo  aborda a proteção da natureza independentemente de seu valor econômico  ou utilitário e considera  o homem como um mero causador de desequilíbrios. Assim,  propõe a criação de santuários, intocáveis, como forma de proteger os ecossistemas da degradação que fatalmente decorreria da atividades humanas. O movimento preservacionista  radical  foi responsável pela criação de parques nacionais, como o Yellowstone, em 1872, nos Estados Unidos.
Já o conservacionismo pretende conciliar a proteção à natureza com o seu uso racional pelo homem, mediante o manejo criterioso. Esses critérios de manejo devem seguir os graus de restrição  ao uso e exploração dos recursos naturais, variando conforme o caso, e inclui estabelecimento de áreas de preservação, por exemplo, no caso de ecossistemas frágeis, onde haja espécies ameaçadas.  A abordagem conservacionista predomina na maioria dos movimentos ambientalistas atuais, sendo a base dos modelos de desenvolvimento sustentável, cujo objetivo é garantir que a exploração dos recursos  naturais no momento presente não comprometa a disponibilidade desses recursos para as gerações futuras. A redução do uso de matérias-primas, a introdução do uso de energias renováveis, a redução do crescimento populacional, o combate à fome e à pobreza, a promoção de mudanças nos padrões de consumo, o respeito à biodiversidade e a consideração de aspectos socioambientais na tomada de decisões econômicas  são algumas das estratégias de promoção do desenvolvimento sustentável.
O uso do termo conservação, no contexto de proteção da natureza, deve-se ao engenheiro florestal norte-americano Gifford Pinchot (1865-1946), enquanto a preservação era defendida por John Muir. Pinchot e Muir, assim como Aldo Leopold algumas décadas depois, tiveram papel importante na definição dos objetivos e métodos da conservação.

## Tratados internacionais
Existem diversos tratados internacionais que cuidam da conservação da natureza, mas a Convenção sobre Diversidade Biológica e os seus protocolos anexos têm papel destacado, pois consagram a nível global os objetivos e técnicas fundamentais da conservação.

## Objetivos da conservação
A conservação da natureza consiste essencialmente em proteger as populações de espécies animais e vegetais, bem como preservar a integridade ecológica do seu habitat natural ou de substituição (como sebes, pedreiras, escombreiras, albufeiras ou outros habitats artificiais). O objetivo fundamental é, em todos os casos, manter os ecossistemas em bom estado de conservação e prevenir ou corrigir os danos que possam sofrer, maximizando assim os serviços ambientais por eles fornecidos.
Como movimento social, e mesmo como disciplina técnico-científica, o conservacionismo tem raízes antigas, em especial no mundo anglo-saxónico e escandinavo, que evoluíram no último quartel do século XX de um estatuto de ciência da proteção do património natural, que se centrava na inventariação e na tentativa de desenvolver técnicas que permitissem lidar localmente com desastres ambientais, para um campo de ação mais global, procurando antecipar a degradação da qualidade do ambiente.
O termo "conservação da natureza" foi cunhado por  Gifford  Pinchot no contexto da polémica gerada sobre o uso do Vale de Hetch Hetchy, que, em 1895, opôs a abordagem "preservacionista", proposta pelo naturalista John Muir (pioneiro da defesa da preservação dos grandes espaços naturais pristinos como espaços vedados à atividade humana), à abordagem "conservacionista" (ou "recursista") de  Pinchot, que propunha uma ação centrada na gestão equilibrada dos recursos naturais, não interditando o seu aproveitamento racional..
Apesar da sua utilização comum em múltiplos campos semânticos, ou talvez por isso mesmo, o termo "conservação" não foi objeto de uma definição jurídica no contexto da Convenção do Rio de Janeiro, instrumento internacional que utiliza várias vezes o conceito. Apesar de não estar fixada uma definição oficial e universalmente aceite de «conservação da natureza», os usos são muitas vezes os mesmos  utilizados para definir o desenvolvimento sustentável. Nesse contexto, a estratégia global para o ambiente biofísico e conservação da biodiversidade refere o conceito como a gestão do uso humano da biosfera que permite que as gerações presentes desfrutem dos benefícios duráveis, mantendo o seu potencial para satisfazer as necessidades e aspirações das gerações futuras. Assim, a conservação certamente abarca preservação, manutenção, utilização sustentável, restauração e melhoria do ambiente natural. "
Para o investigador e teórico da ecologia Carl Jordan, a conservação da natureza é uma «filosofia da gestão do ambiente que visa garantir que não ocorre o desperdício ou a exaustão dos recursos e valores nele contidos».

## A biologia da conservação
O desenvolvimento e alargamento do campo de ação da conservação da natureza deu origem à biologia da conservação, campo científico que aplica os princípios da ecologia, da biogeografia e da ecologia da paisagem, conjugando-os com a dinâmica e a genética das populações. Na sua aplicação mais alargada, aquela ciência recorre ainda à antropologia, às ciências económicas e à sociologia, num triplo objectivo de restauração, de proteção e de gestão do ambiente e da biodiversidade.
Michael E. Soulé, biólogo norte-americano e um dos fundadores daquela disciplina científica, descreve a biologia da conservação como a «ciência da raridade e da diversidade» (no título da sua obra Conservation Biology: The Science of Scarcity and Diversity, inicialmente publicada em 1980). O mesmo autor define-a como:
| “ | «Uma nova disciplina que se dirige às dinâmicas e problemas das espécies, comunidades e ecossistemas perturbados. [...] O seu objetivo é fornecer os princípios e as ferramentas para a preservação da diversidade biológica». | ” |

No mesmo artigo, a biologia da conservação é igualmente descrita como uma «ciência da crise», uma disciplina para a qual os gestores do ambiente e os biólogos devem trazer soluções rápidas e eficazes para  os problemas de conservação importantes, como preservar uma população de uma espécie ameaçada de extinção por exemplo. Os biólogos da conservação devem frequentemente encontrar respostas e abordagens de gestão para problemas de conservação para os quais não têm todos os dados, uma vez que as ferramentas e princípios teóricos ainda estão a ser desenvolvidos e que não está disponível a necessária informação sobre a biologia das espécies a gerir.
A biologia da conservação pode ser aplicada a múltiplas escalas espaço-temporais, em função dos objetivos visados pelo programa de conservação:
- Proteger uma espécie rara (por exemplo, uma orquídea ou uma ave), o que implica a proteção ou restauração das suas condições de vida e de sobrevivência;
- Proteger uma população de indivíduos ameaçados;
- Proteger um complexo de habitats naturais.

Por sua vez os programas de proteção podem ser aplicados em diversos âmbitos, nomeadamente à conservação da diversidade genética através de medidas como:
- a proteção in situ em biótopos naturais, nomeadamente em reservas naturais e outras formas de pretecção do território;
- a proteção ex situ, por exemplo em jardins botânicos, jardins zoológicos ou outras instalações destinadas à reprodução em cativeiro, incluindo por vezes o recurso à cultura in vitro ou conservação em bancos de germoplasma ou bancos de genes. Alguns parques zoológicos contribuem para os programas de proteção ex situ de espécies animais antes de uma possível reintrodução no ambiente natural de origem quando este recupere condições que permitam a sua sobrevivência e reprodução;
- a proteção à escala do território de uma reserva natural, um parque natural, um parque nacional ou qualquer outra estrutura de conservação da natureza à escala local, regional, nacional ou transnacional.

As técnicas da biologia da conservação podem também ser aplicadas à conservação do património agrícola, nomeadamente à conservação da diversidade genética e das variedades tradicionais ou à criação das raças tradicionais de animais domésticos.
As medidas de gestão são em geral complementadas por um sistema de monitorização e avaliação, com base, por exemplo, em bioindicadores, que visa permitir aos gestores ou das áreas naturais medir o resultado das ações de conservação em relação às metas definidas, geralmente contido num plano de ação, plano de gestão ou instrumento semelhante de gestão do ambiente, actualizado regularmente.

## Estratégia europeia de conservação da natureza
A União Europeia estabeleceu uma estratégia de conservação da natureza, de aplicação obrigatória em todo o território comunitário, a qual está contida na Directiva Habitats, a qual visa manter ou atingir um estado de conservação favorável nos sítios incluídos na rede Natura 2000, com o objetivo último de contribuir para a manutenção da biodiversidade no território europeu.